# Piękna i Bestia (film 1946)
Piękna i Bestia (fr. La belle et la bête) – francuski film fantastyczny z 1946 roku w reżyserii Jeana Cocteau, będący adaptacją klasycznej francuskiej baśni ludowej spisanej przez Jeanne-Marie Leprince de Beaumont. Zdjęcia kręcono na zamku w Raray (departament Oise) oraz w Rochecorbon (departament Indre i Loara).

## Fabuła
Zubożały magnat mieszka w swojej wiejskiej posiadłości z synem Ludovikiem i trzema córkami – Félicią, Adélaïdą i Bellą (Piękną). Félicia i Adélaïda poniżają najmłodszą Bellę, wykorzystując ją jako swoją służącą. Pewnego dnia, wracając z podróży, ojciec gubi się w lesie i dociera do dziwnego zamku. Kiedy zrywa różę dla Belli, pojawia się właściciel – półczłowiek-półbestia – posiadający magiczną moc. Obiecuje darować mu życie pod warunkiem podarowania mu jednej z jego córek. Bella poświęca się dla ojca i przybywa do zamku odkrywając, że wbrew pozorom Bestia nie jest dzikim zwierzęciem pozbawionych ludzkich uczuć.

## Obsada
- Josette Day – Piękna
- Jean Marais –
  - Bestia / Książę,
  - Avenant
- Marcel André – ojciec Pięknej
- Mila Parély – Félicie
- Nane Germon – Adélaïde
- Michel Auclair – Ludovic
- Raoul Marco – lichwiarz
- Jean Cocteau – magiczny przedmiot (głos)